# Sławatycze
Sławatycze è un comune rurale polacco del distretto di Biała Podlaska, nel voivodato di Lublino.
Ricopre una superficie di 71,71 km² e nel 2006 contava 2 616 abitanti.